# Podvádění ve škole
Podvádění ve škole je jakákoliv činnost, která porušuje stanovená pravidla zkoušky nebo dokončení úkolu, jakékoliv chování, které nespravedlivě zvýhodňuje jednoho studenta před ostatními při zkoušce nebo při plnění úkolu, nebo jakékoliv chování, které snižuje spolehlivost a přesnost závěrů, které vyplývají z výkonů žáka při zkoušce nebo plnění úkolu.
V českém školním prostředí je podvádění ztotožňované hlavně s opisováním a napovídáním žáků.

## Klasifikace podvádění ve škole
Rozlišuje podvádění na tradiční a elektronické podvádění a v každé oblasti uvádí konkrétní postupy.
| Typ podvádění                                                         | Forma        | Postup |
| --------------------------------------------------------------------- | ------------ | --- |
| Získávání, poskytování nebo vyžadování informací                      | tradiční     | opisování domácích úkolů od spolužáků, dát opsat svůj domácí úkol spolužákovi, opisování od souseda při písemném zkoušení, krádež testu (student si vezme dva exempláře a jeden nevyplněný schová), podvádění pomocí neverbální komunikace se spolužáky během písemného zkoušení, psaní velkými písmeny, aby test ti kolem vás přečetli, fungovat jako prostředník při opisování dvou studentů, napovídání při ústním zkoušení, získávání informací o testu či ústním zkoušení od studentů, kteří ho již absolvovali, apod. |
| Získávání, poskytování nebo vyžadování informací                      | elektronické | komunikace se spolužáky pomocí mobilního telefonu (posílání sms zpráv s odpověďmi), používání handsfree nebo miniaturní vysílačky, používání fotoaparátu a kopírování obrazovky v počítači pro poskytnutí odpovědí ostatním, apod. |
| Práce s nepovolenými materiály nebo nepovolený způsob práce s prameny | tradiční     | opisování z nepovolených zdrojů (učebnice, sešitu apod.) při písemné zkoušce, opisování z taháku, plagiátorství, opakované použití vlastní seminární práce, nabízení vlastní seminární práce studentům jiných tříd, opisování jakékoli školní práce od jiného studenta, upravování naměřených dat, vymýšlení si údajů, uvádění odkazů na neexistující prameny, apod. |
| Práce s nepovolenými materiály nebo nepovolený způsob práce s prameny | elektronické | opisování z elektronického taháku (diáře, laptopu, flashdisku, zvukových zařízení – mp3 přehrávač apod.), plagiátorství elektronických textů apod. |
| Podvádění ovlivňující průběh zkoušení a hodnocení                     | tradiční     | neodevzdání testu a tvrzení, že byl odevzdán, vykonání zkoušky za jiného studenta nebo vykonání vlastní zkoušky jiným studentem, lhaní o polehčujících okolnostech s cílem získat mimořádné ohledy, získání mimořádných výhod úplatkem, protislužbou, podvodem získání informací o tom, co přesně se bude zkoušet, po vyhodnocení testu si opravit některé odpovědi a žádat změnu klasifikace, vyhrožování zkoušejícímu nebo jeho vydírání, apod.                                                                           |
| Podvádění ovlivňující průběh zkoušení a hodnocení                     | elektronické | přihlášení se do počítačového systému za někoho jiného a napsání testu za něj, podvádění přes režim sdílení více počítačů, využívání rad druhé osoby při distančním, podvádění pomocí elektronické diskusní skupiny, prolomení hesla a získání klíče k testu, získání učitelova hesla podvodem, využívání programu umožňujícího monitorování činností, které na počítačích provádí spolužáci, apod. |

## Motivy podvádění ve škole
Výzkumný tým Jensena  shrnul různé motivy pro podvádění ve škole a nabídli jejich klasifikaci.
| Typ motivu                          | Konkrétní motiv                                                                                             |
| ----------------------------------- | --- |
| vlastní zisk                        | hrozící vyloučení, pokud by student neudělal zkoušku                                                        |
| vlastní zisk                        | potřeba dobrých známek k udržení sportovního stipendia                                                      |
| vlastní zisk                        | chtít si zachovat své místo na žebříčku třídního hodnocení                                                  |
| přizpůsobení se                     | vědomí, že každý podvádí, nebo radit ostatním ve snaze si je oblíbit                                        |
| napravení vnímané nespravedlnosti   | domnívat se, že se učitel ke studentovi zachoval nespravedlivě                                              |
| napravení vnímané nespravedlnosti   | cítit, že učitel udělal test úmyslně příliš těžký                                                           |
| psychologický/osobnostní            | velká soutěživost studenta                                                                                  |
| psychologický/osobnostní            | student byl deprimovaný a neměl energii se připravovat na zkoušku                                           |
| psychologický/osobnostní            | „mít okno“ a nemoci si vzpomenout na odpovědi                                                               |
| autonomie                           | nemyslet si, že podvádění je velký problém                                                                  |
| prosociální                         | v pořádku dokončit školu, kvůli získání zaměstnání a moci                                                   |
| prosociální                         | podporovat rodinu                                                                                           |
| nehrozí žádné důsledky pro studenta | vědět, že učitel by nic neudělal, i kdyby studenta přistihl                                                 |
| nehrozí žádné důsledky pro ostatní  | vědět, že nikdo jiný nebude poškozen, protože zkouška nebyla hodnocena v závislosti na výsledcích ostatních |
| vyhnutí se odhalení                 | jistota, že student nebude chycen                                                                           |
| výzva                               | chtít jenom vyzkoušet, zda podvádění projde                                                                 |
| dřívější zkušenosti s podváděním    | podvádět v minulosti v jiných třídách a mít s tím úspěch                                                    |
| udržení vztahů                      | nechtít zklamat rodiče špatnou známkou                                                                      |
| ostatní                             | nemít dost času na učení kvůli jiné práci                                                                   |
| ostatní                             | vědět, že třída je velmi soutěživá a je velmi obtížné získat dobré známky                                   |

## Důsledky podvádění
- Žák, který si zvykl, že mu někdo napovídá, se nenaučí přebírat zodpovědnost za svoje jednání a spoléhá se na činnost druhých.[5]
- Učí se předstírat výsledky, které neodráží jeho vlastní vědomosti.[5]
- Zvykne si řešit složitější situace tak, aby mu přinesly okamžitý zisk a vyžadovaly co nejmenší úsilí.[5]
- Podvádění je návykové.[6]
- Nesprávně interpretované studijní výsledky, které nevypovídají o tom, co student skutečně ovládá.[1]
- Podvádění ovlivňuje celý vzdělávací systém školy.[1]

## Vnímaní podvádění studenty a učiteli
Příklad ilustrující rozdílnost názorů, na to, co je a není podvádění ve škole a jak závažné toto chování je podle stupnice 1 (nic vážného) až 5 (velmi vážné).
Mnoho studentů a žáků podvádí, někteří pro vlastní prospěch a někteří pro prospěch toho druhého (třeba, že mu radí při testech). Většina studentů/žáků, kteří nepodvádějí podvody ostatních tolerují, ale občas se najdou i zrádci, kteří to vyzradí. Tito žáci nebývají v kolektivu oblíbení.
| Chování                                              | Klasifikace chování jako podvádění (v %) | Hodnocení závažnosti chování |
| ---------------------------------------------------- | ---------------------------------------- | ---------------------------- |
|                                                      | Studenti / Učitelé                       | Studenti / Učitelé           |
| Opisovat během zkoušky                               | 99 / 100                                 | 3,6 / 4,8                    |
| Nalézt kopii zadání zkoušky a použít ji k učení      | 79 / 100                                 | 2,9 / 3,6                    |
| Dojednat přijímání nebo vysílání signálů během testu | 95 / 100                                 | 3,1 / 4,3                    |
| Dívat se do poznámek během testu                     | 92 / 100                                 | 3,3 / 4,5                    |
| Získat odpovědi od někoho, kdo už test psal          | 74 / 90                                  | 2,4 / 3,5                    |
| Žádat od někoho odpovědi z testu                     | 95 / 100                                 | 2,8 / 3,4                    |
| Dovolit jinému studentovi opisovat                   | 87 / 100                                 | 3,2 / 4,4                    |
| Opisovat odpovědi omylem zapomenuté na tabuli        | 30 / 50                                  | 1,6 / 1,8                    |
| Napovídat někomu během testu                         | 87 / 100                                 | 2,8 / 4,5                    |

## Žákovské role
Ne každému v kolektivu je přisuzované stejné právo na opisování. Očekávání, že se žák bude řídit zákazem podvádění se liší podle sociálně přisuzované žákovské role. Tento názor zastává Fonseca  a dané výsledky vyšly z jeho výzkumu.
1. Trosečníci – očekávají se u nich problémy při plnění minimálních požadavků. Podle spolužáků tito žáci opisovat musí, aby uspěli. Norma pro podvodné jednání trosečníků je zjevně taková, že by při vědomostních testech opisovat měli, pokud je to skutečně nezbytné ke splnění minimálních požadavků na dostatečné hodnocení, a s touto potřebou jsou někteří spolužáci ochotni i pomoct.
2. Talentovaní žáci – nejsou společensky tolerováni hlavně kvůli tomu, že opisování není považováno za nutnost a kvůli nebezpečí, že nebudou mít relevantní znalosti (pokud získají ve společnosti vedoucí úlohu, např. lékař). Často dělají taháky jiným spolužákům, či jim radí při testech.
3. Lenoši – opisují jen proto, aby se nemuseli pilně učit. Jejich chování spolužáci netolerují a považuji je za nespravedlivé.
4. Příležitostné opisování – jinak pilní studenti, kteří jenom jednou za čas opisují. Musí být konstruováno jako potřebné, pokud má být spolužáky tolerováno coby férové jednání. Mezi žáky panuje obecná shoda že život ve škole je tak náročný (nefér) a život mimo školu tak nepředvídatelný, že se každý může někdy dostat do situace, kdy lze opisování chápat jako dočasně nutné (a tedy fér) jednání